# Kroatië op het Eurovisiesongfestival 2024

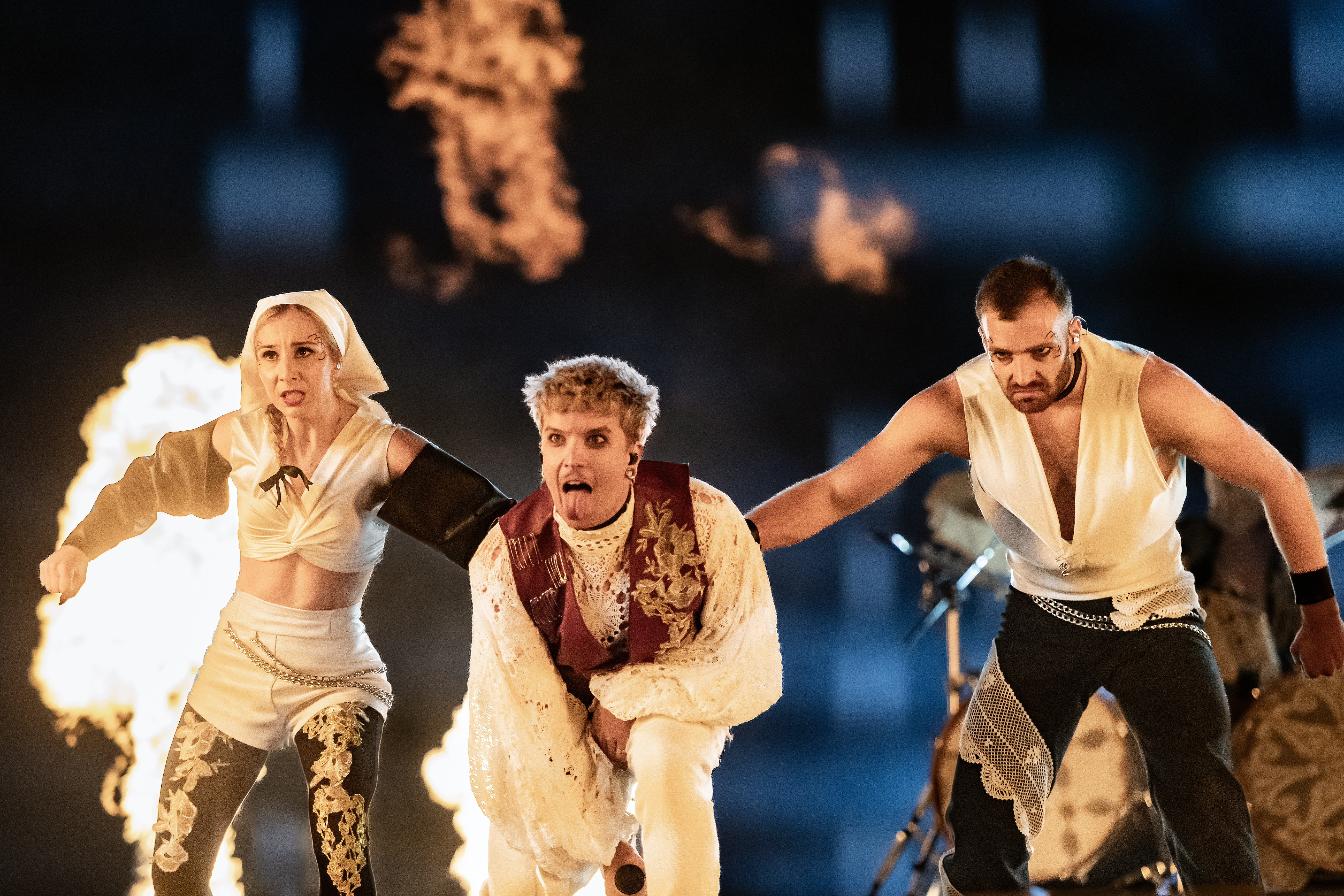
Baby Lasagna tijdens de repetities in Malmö.

Kroatië nam deel aan het Eurovisiesongfestival 2024 in Malmö, Zweden. De Kroatische broadcaster HRT is verantwoordelijk voor de Kroatische bijdrage voor de editie van 2024.

## Selectieprocedure

### Dora 2024
Voor de 25ste keer vond de nationale finale Dora plaats. Traditioneel sinds 2011 vindt de show plaats in Opatija, nu vond de finale plaats in een televisie studio in Zagreb. De finale werd met ruime overmacht (321 punten) gewonnen door de zanger Baby Lasagna. Opvallend gezien de artiest later geselecteerd werd, nadat de band Zsa Zsa gediskwalificeerd werd. 
Tussen 2 maart en 1 april was Kroatië leider bij de officiële bookmakers om het Songfestival te gaan winnen. Vanaf 1 mei nam hij die positie terug in, tot op de dag van de finale van het Songfestival. 

## In Malmö
Kroatië treedt aan in de eerste halve finale, op donderdag 7 mei 2024. Baby Lasagna was als zevende van vijftien acts aan de beurt, net na Polen en gevolgd door IJsland. Hij stootte door naar de finale waar hij als 23ste act zingt. 
Kroatië kon zijn favorietenrol niet waarmaken. Het land kreeg 337 punten van het publiek, waar het eerste eindigde, maar de vakjury's plaatsten hem 3de, waardoor hij de zilveren titel kreeg met 547 punten. 
1993 · 1994 · 1995 · 1996 · 1997 · 1998 · 1999 · 2000 · 2001 · 2002 · 2003 · 2004 · 2005 · 2006 · 2007 · 2008 · 2009 · 2010 · 2011 · 2012 · 2013 · 2014-2015 · 2016 · 2017 · 2018 · 2019 · 2020 · 2021 · 2022 · 2023 · 2024 · 2025
Albanië · Armenië · Australië · Azerbeidzjan · België · Cyprus · Denemarken · Duitsland · Estland · Finland · Frankrijk · Georgië · Griekenland · Ierland · IJsland · Israël · Italië · Kroatië · Letland · Litouwen · Luxemburg · Malta · Moldavië · Nederland · Noorwegen · Oekraïne · Oostenrijk · Polen · Portugal · San Marino · Servië · Slovenië · Spanje · Tsjechië · Verenigd Koninkrijk · Zweden · Zwitserland